# Gmina Vinni
Gmina Vinni (est. Vinni vald) – gmina wiejska w Estonii, w prowincji Virumaa Zachodnia.
Skład gminy:
- Alevik: Pajusti, Roela, Tudu, Vinni, Viru-Jaagupi.
- Wieś: Alavere, Allika, Anguse, Aravuse, Aruküla, Aruvälja, Inju, Kadila, Kakumäe, Kannastiku, Karkuse, Kaukvere, Kehala, Koeravere, Kulina, Küti, Lepiku, Lähtse, Mõdriku, Mäetaguse, Nurmetu, Obja, Palasi, Piira, Puka, Rasivere, Ristiküla, Rünga, Saara, Soonuka, Suigu, Tammiku, Vana-Vinni, Veadla, Vetiku, Voore, Võhu.